# Joseph Servières
Joseph Servières, né le 20 juillet 1781 à Figeac et mort le 3 février 1826 dans l'ancien 10e arrondissement de Paris, est un dramaturge français.

## Biographie
Servières fit de bonnes études dans sa ville natale et vint fort jeune à Paris, où il donna, dès son arrivée, plusieurs pièces au théâtre qui eurent quelque succès. Il fut remarqué par Lucien Bonaparte, alors ministre de l’intérieur, mais qui tomba bientôt dans la disgrâce de Napoléon. En 1807, il épousa Eugénie Charen, la belle-fille du peintre Lethière, qui elle-même fut une artiste distinguée. Il accompagna ensuite en Italie son beau-père, nommé directeur de l’école française à Rome, où il retrouva Lucien, dont Lethière était aussi depuis longtemps l’ami et le confident.
Servières revint à Paris en 1812 et obtint un emploi au Trésor public. Sous la Restauration, il fut nommé, le 8 septembre 1818, conseiller référendaire à la Cour des Comptes. 
Il ne cessa de composer des pièces au théâtre jusqu’à ses derniers moments.

## Publications
- Les Dieux à Tivoli, ou l’Ascension de l’Olympe, folie non fastueuse, arlequinade-impromptu en un acte et en vaudevilles, Paris, 1800, in-8°, avec Charles-Guillaume Étienne, Morel et Francis d'Allarde ;
- La Martingale, ou le Secret de gagner au jeu, arlequinade-vaudeville en un acte, en prose, Paris, 1800, in-8°, avec Francis d'Allarde et Louis Marie Joseph Belurgey ;
- Le Bouquet de pensées pour l’an X, 1801, in-8° ;
- Le Père malgré lui, comédie-vaudeville en un acte et en prose, 1801, avec Philidor Rochelle ;
- Le Télégraphe d’amour, comédie en un acte, en prose, mêlée de vaudevilles, 1801, avec Charles Henrion ;
- Rembrandt, ou la Vente après décès, vaudeville anecdotique en un acte, 1801, avec Étienne, Morel et Moras ;
- Fontenelle, comédie-anecdote en un acte, en prose et en vaudevilles, 1802, avec Petit ainé ;
- Monsieur Botte, ou le Négociant anglais, comédie en trois actes et en prose, imitée du roman de Pigault-Lebrun, 1803, avec Joseph Ernest Sutton de Clonard et avec François-Joseph Grille ;
- Manon la ravaudeuse, vaudeville en un acte, mêlée de vaudevilles, 1803, avec Marc-Antoine-Madeleine Désaugiers et Charles Henrion ;
- Fanchon la vielleuse de retour dans ses montagnes, comédie en trois actes, mêlée de vaudevilles, 1803, avec Joseph Aude ;
- Les Charbonniers de la Forêt noire, comédie en trois actes, mêlée de vaudevilles, 1804, avec Sewrin et A.-M. Lafortelle ;
- Drelindindin, ou le Carillonneur de la Samaritaine, parade en un acte, mêlée de vaudevilles ; représentée, pour la première fois, sur le théâtre de la Cité-Variétés, le 23 brumaire an 11, avec Charles Henrion ;
- Jean Bart, comédie historique en un acte, en prose et en vaudevilles, 1803, avec Duval et Ligier ;
- Un quart d’heure d’un sage, vaudeville en un acte, 1804, avec F.-P.-A. Léger ;
- Jocrisse suicidé, drame tragi-comique en un acte et en prose, 1804, avec Sidoni ;
- Brisquet et Jolicœur, vaudeville en un acte, 1804, avec Dumaniant ;
- Bombarde, ou les Marchands de chansons, parodie d’Ossian, ou les Bardes, mélodrame lyrique en cinq actes, 1804, avec Daudet et Léger ;
- La Belle Milanaise, ou la Fille femme, page et soldat, mélodrame en trois actes, à grand spectacle, 1804, avec Charles Henrion ;
- Le Dansomane de la rue Quincampoix, ou le Bal interrompu, folie-vaudeville en un acte, 1804, avec Moreau de Commagny ;
- Jeanneton colère, vaudeville grivois en un acte, 1805, avec G. Duval ;
- Les Nouvelles Métamorphoses, vaudeville en un acte, 1805, avec Antoine-Marie Coupart ;
- Alphonsine, ou la Tendresse maternelle, mélodrame en trois actes et en prose, tiré du roman de Félicité de Genlis, 1806, avec Dumersan ;
- Madame Scarron, comédie-vaudeville en un acte, 1806, avec Marc-Antoine Désaugiers]
- Monsieur Giraffe, ou la Mort de l’ours blanc, vaudeville en 1 acte, 1806, avec Auguste-Mario Coster, René de Chazet, Marc-Antoine-Madeleine Désaugiers, Georges Duval, Francis d'Allarde, Jean-Toussaint Merle, Charles-François-Jean-Baptiste Moreau de Commagny et André-Antoine Ravrio ;
- Arlequin double, vaudeville en un acte, 1807, avec Marc-Antoine Désaugiers ;
- La Pièce qui n’en est pas une, dialogue analogue aux prologues et épilogues, 1809, avec Georges Duval et P.G.A. Bonel ;
- Toujours le même, vaudeville en un acte, Paris, théâtre Montansier, 12 fructidor an XII, avec Antoine-Marie Coupart ;
- Chansons nouvelles, Paris, chez les Principaux Libraires, 1826, in-8°.

On attribue à Servières deux autres pièces : l’Amant comédien et Les trois n’en font qu’un, ainsi qu’un écrit intitulé Revue des théâtres. Plusieurs chansons tirées de ses vaudevilles ont été insérées dans le Chansonnier français et autres recueils lyriques.

## Sources
- Louis-Gabriel Michaud, Biographie universelle, ancienne et moderne : Supplément ou histoire, par ordre alphabétique, de la vie publique et privée de tous les hommes qui se sont fait remarquer par leurs écrits, leurs actions, leurs talents, leurs vertus ou leurs crimes, vol. 82, Paris, Michaud, 1849, 445 p. (lire en ligne), p. 152.